# Bach (Gemeinde Deutsch-Griffen)
Bach, bis weit ins 20. Jahrhunderts hinein auch Bachgriffen, ist eine Ortschaft in der Gemeinde Deutsch-Griffen im Bezirk St. Veit an der Glan in Kärnten. Die Ortschaft hat 35 Einwohner (Stand 1. Jänner 2025).

## Lage
Die Ortschaft liegt in der Katastralgemeinde Deutsch Griffen, im Graben des Lammerbachs, etwa 2 ½ km westlich des Gemeindehauptorts Deutsch Griffen.
Zur Ortschaft gehören die Häuser Dollnig (Nr. 1), Schmied (Nr. 2; daneben Nr. 14), Bacher (Nr. 3; daneben früher Bachkeusche), Pirker (Nr. 5), Moser (Nr. 8), Unterwieser (früher Jirgele, Nr. 9; daneben Nr. 15), Stampfer (früher Rup, Nr. 10; daneben Nr. 16), Kogler (Nr. 11) und Hauser (Nr. 13). Die ehemals etwas südwestlich, im Graben des Wuggenigbachs gelegenen Höfe Drachsler und Wuggenig existieren nicht mehr.

## Geschichte
Der Ort wird 1160 als Packche genannt.
Im Bereich des Orts Bach verlief die Grenze zwischen den Katastralgemeinden Deutsch Griffen und Sirnitz lange Zeit in etwa entlang des Lammerbachs. Dadurch war der Ort ab Gründung der politischen Gemeinden 1850 in zwei Ortschaften geteilt: links des Lammerbachs gab es die Ortschaft Bach der Gemeinde Deutsch-Griffen, rechts des Lammerbachs die Ortschaft Bach der Gemeinde Albeck. Der Deutsch-Griffener Teil des Orts gehörte immer zum Bezirk St. Veit an der Glan; der Albecker Teil des Orts gehörte zunächst zum Bezirk St. Veit, ab 1854 zum Bezirk Klagenfurt-Land. 1920 wurde die Gemeindegrenze in diesem Bereich zugunsten der Gemeinde Deutsch-Griffen geändert, so dass der gesamte Ort nun ungeteilt zur Gemeinde Deutsch-Griffen und zum Bezirk St. Veit an der Glan gehörte. 
Bei der Kärntner Gemeindestrukturreform von 1973 kam Bach an die damals neu errichtete Gemeinde Weitensfeld-Flattnitz, seit deren Auflösung 1991 gehört die Ortschaft wieder zur Gemeinde Deutsch-Griffen.

## Bevölkerungsentwicklung
Für den Ort ermittelte man folgende Einwohnerzahlen:
- 1869: 12 Häuser, 92 Einwohner
  - davon in Deutsch-Griffen 6 Häuser, 62 Einwohner,[3] in Sirnitz 6 Häuser, 30 Einwohner[4]
- 1880: 12 Häuser, 96 Einwohner
  - davon in Deutsch-Griffen 6 Häuser, 57 Einwohner,[5] in Sirnitz 6 Häuser, 39 Einwohner[6]
- 1890: 13 Häuser, 78 Einwohner
  - davon in Deutsch-Griffen 6 Häuser, 45 Einwohner,[7]  in Sirnitz 7 Häuser, 33 Einwohner[8]
- 1900: 11 Häuser, 70 Einwohner
  - davon in Deutsch-Griffen 6 Häuser, 36 Einwohner,[9] in Sirnitz: 5 Häuser, 34 Einwohner[10]
- 1910: 11 Häuser, 81 Einwohner
  - davon in Deutsch-Griffen 6 Häuser, 43 Einwohner,[11] in Sirnitz 5 Häuser, 38 Einwohner[12]
- 1923: 9 Häuser, 73 Einwohner[13]
- 1934: 88 Einwohner[14]
- 1961: 13 Häuser, 76 Einwohner[15]
- 2001: 13 Gebäude (davon 11 mit Hauptwohnsitz) mit 15 Wohnungen; 39 Einwohner und 3 Nebenwohnsitzfälle; 13 Haushalte; 0 Arbeitsstätten, 10 land- und forstwirtschaftliche Betriebe[16]
- 2011: 13 Gebäude, 44 Einwohner, 14 Haushalte, 0 Arbeitsstätten[17]
- 2021: 13 Gebäude, 39 Einwohner, 16 Haushalte, 4 Arbeitsstätten[18]